# Nederlandse kampioenschappen schaatsen afstanden 2001 - 1000 meter vrouwen
De 1000 meter vrouwen op de Nederlandse kampioenschappen schaatsen afstanden 2001 werd gereden in november 2000 in ijsstadion de Uithof in Den Haag. 
Er namen achttien schaatsster deel aan deze editie. Titelverdedigster was Marianne Timmer, zij werd opgevolgd door Andrea Nuyt.

## Uitslag
| #      | Schaatser          | tijd    |
| ------ | ------------------ | ------- |
| Goud   | Andrea Nuyt        | 1.20,69 |
| Zilver | Tonny de Jong      | 1.20,87 |
| Brons  | Marianne Timmer    | 1.20,92 |
| 4      | Wieteke Cramer     | 1.21,22 |
| 5      | Renate Groenewold  | 1.21,45 |
| 6      | Annamarie Thomas   | 1.21,80 |
| 7      | Christine Heins    | 1.21,84 |
| 8      | Frouke Oonk        | 1.22,14 |
| 9      | Sandra 't Hart     | 1.22,65 |
| 10     | Marieke Wijsman    | 1.23,00 |
| 11     | Marloes Gelderblom | 1.24,13 |
| 12     | Dianne Kootstra    | 1.24,23 |
| 13     | Anja Borst         | 1.24,41 |
| 14     | Tijn Ponjee        | 1.24,45 |
| 15     | Yvonne Leever      | 1.24,84 |
| 16     | Els Murris         | 1.25,77 |
| 17     | Maurine Kroon      | 1.26,12 |
| 18     | Marja van der Werf | 1.26,69 |

Uitslag
1987 · 
1988 · 
1989 · 
1990 · 
1991 · 
1992 · 
1993 · 
1994 · 
1995 · 
1996 · 
1997 · 
1998 · 
1999 · 
2000 · 
2001 · 
2002 · 
2003 · 
2004 · 
2005 · 
2006 · 
2007 · 
2008 · 
2009 · 
2010 · 
2011 · 
2012 · 
2013 · 
2014 · 
2015 · 
2016 · 
2017 · 
2018 · 
2019 · 
2020 · 
2021 · 
2022 · 
2023 · 
2024 · 
2025